# Віялопалий гекон
Віялопалий гекон (Ptyodactylus) — рід геконоподібних ящірок родини Phyllodactylidae. Представники цього роду мешкають на Близькому Сході та в Африці.

## Опис
Довжина представників роду Ptyodactylusстановить 15-20 см. Забарвлення варіюється від сірого до світло-коричневого. Особливістю цих геконів є будова кінцівок і пальців, які завершуються широкою пластинкою, подібною до віяла.
Представники роду Ptyodactylus живуть в кам'янистих пустелях і напівпустелях та в передгір'ях, добре лазають по скелям. Деякі види активні вночі, деякі вдень. Живляться комахами, черв'яками, скорпіонами. Відкладають яйця, в кладці 2-3 яйця.

## Види
Рід Ptyodactylus нараховує 12 видів:
- Ptyodactylus ananjevae Nazarov, Melnikov & Melnikova, 2013
- Ptyodactylus dhofarensis Nazarov, Melnikov & Melnikova, 2013
- Ptyodactylus guttatus Heyden, 1827
- Ptyodactylus hasselquistii (Donndorff, 1798)
- Ptyodactylus homolepis Blanford, 1876
- Ptyodactylus orlovi Nazarov, Melnikov & Melnikova, 2013
- Ptyodactylus oudrii Lataste, 1880
- Ptyodactylus puiseuxi Boutan, 1893
- Ptyodactylus ragazzii Anderson, 1898
- Ptyodactylus rivapadiali Trape, 2017
- Ptyodactylus ruusaljibalicus Simó-Riudalbas, Metallinou, de Pous, Els, Jayasinghe, Péntek-Zakar, Wilms, Al-Saadi & Carranza, 2017[2]
- Ptyodactylus togoensis Tornier, 1901

## Етимологія
Наукова назва роду Ptyodactylus походить від сполучення слів дав.-гр. πτυον — віяло і δακτυλος — палець.